# 哈拉哈尼夫卡 (斯尼胡里夫卡市鎮)
46°54′25″N 32°49′51″E / 46.90694°N 32.83083°E
哈拉哈尼夫卡（羅馬化：Halahanivka）是位於烏克蘭南部尼古拉耶夫州巴什坦卡區的村莊，面積0.92平方公里，海拔高度28米，2001年人口560，人口密度每平方公里608.7人。